# قلعه کاننونجی
قلعه کاننونجی (به ژاپنی: 観音寺城 Kannonji-jō) باقیمانده یک قلعه ژاپنی است که در کوه کینوگازا در شهر آزوچی، استان شیگا واقع شده است. این قلعه چندان دور از خرابه‌های قلعه آزوچی دور نیست.

## نگارخانه

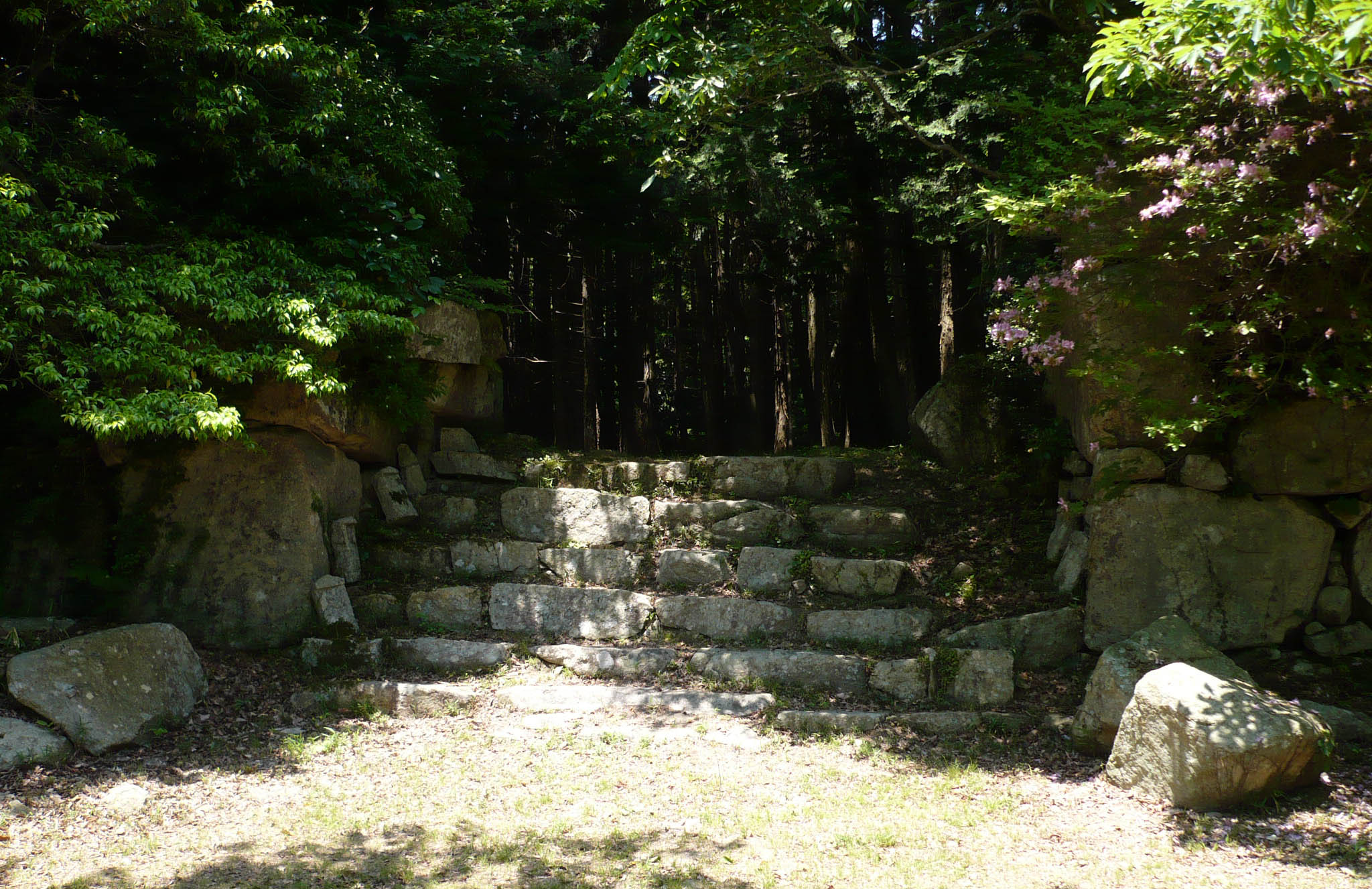
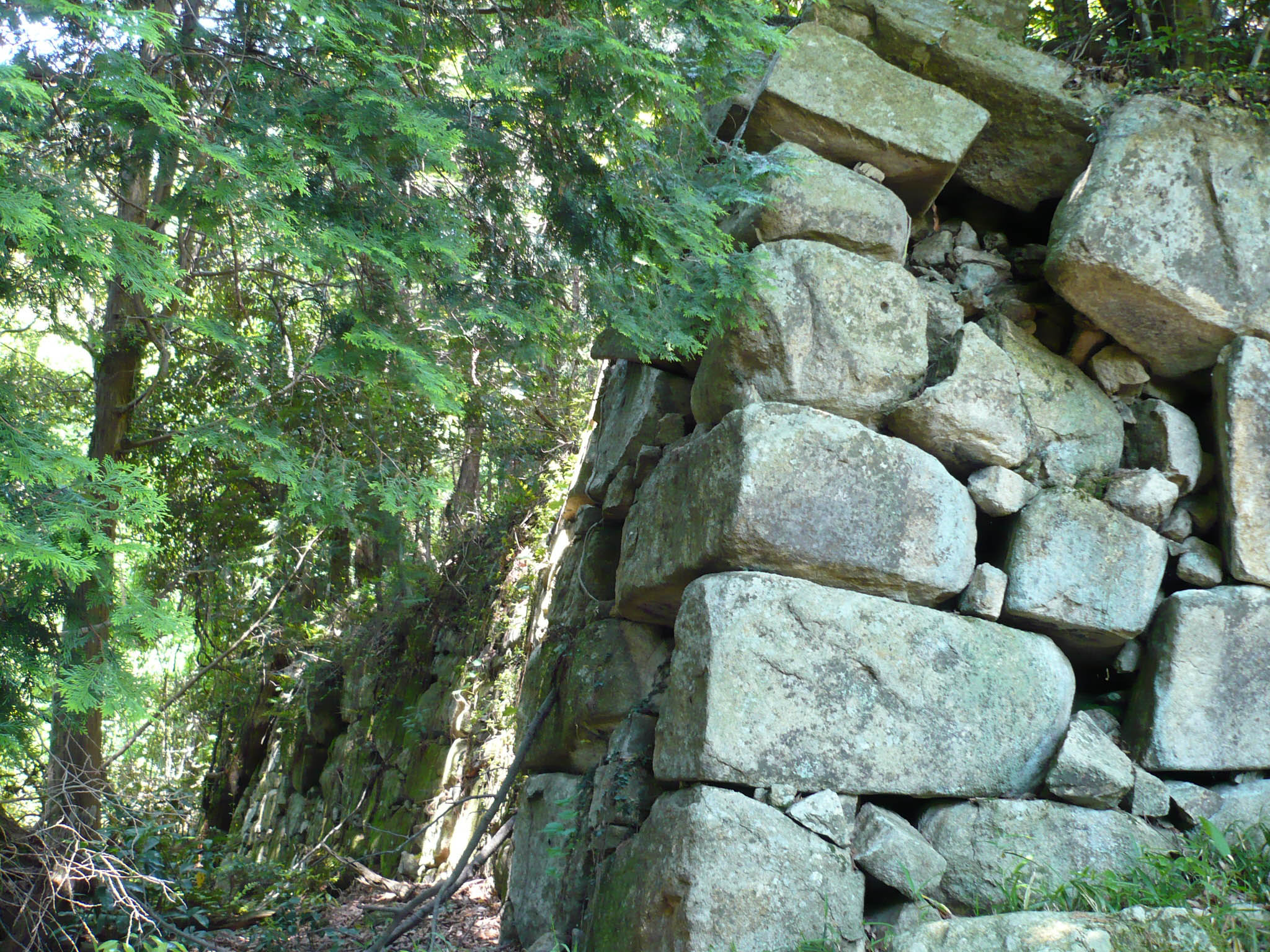
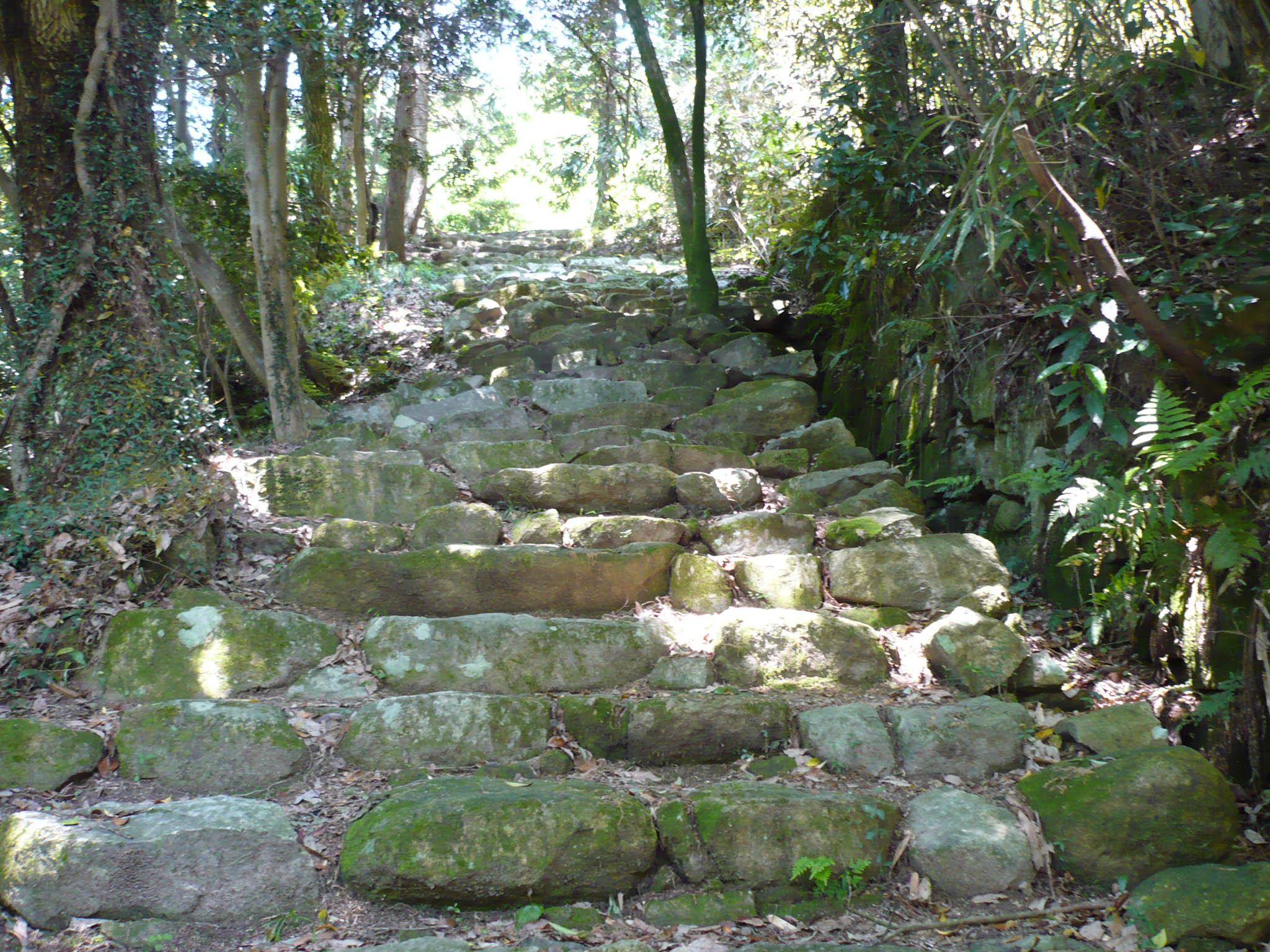
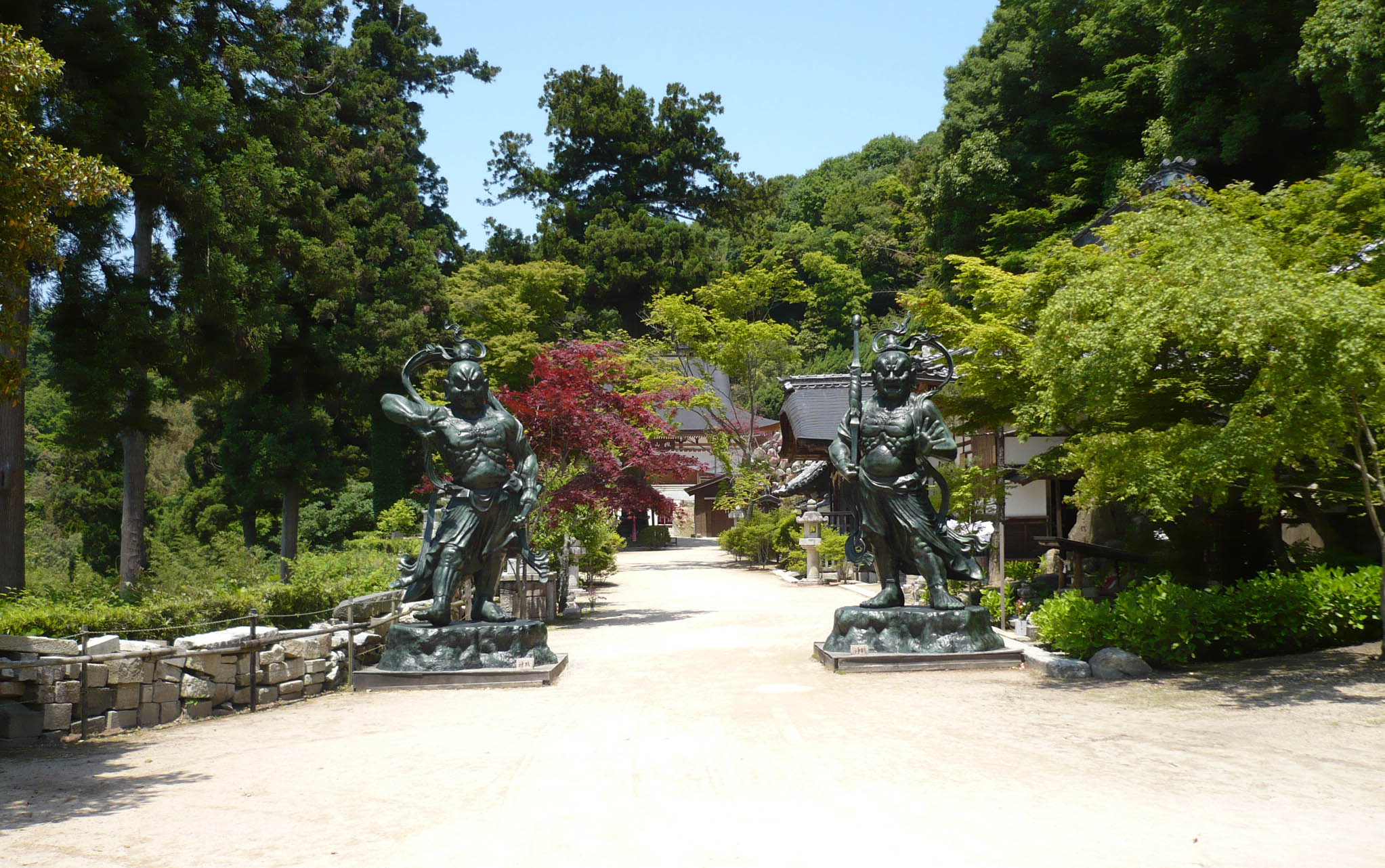
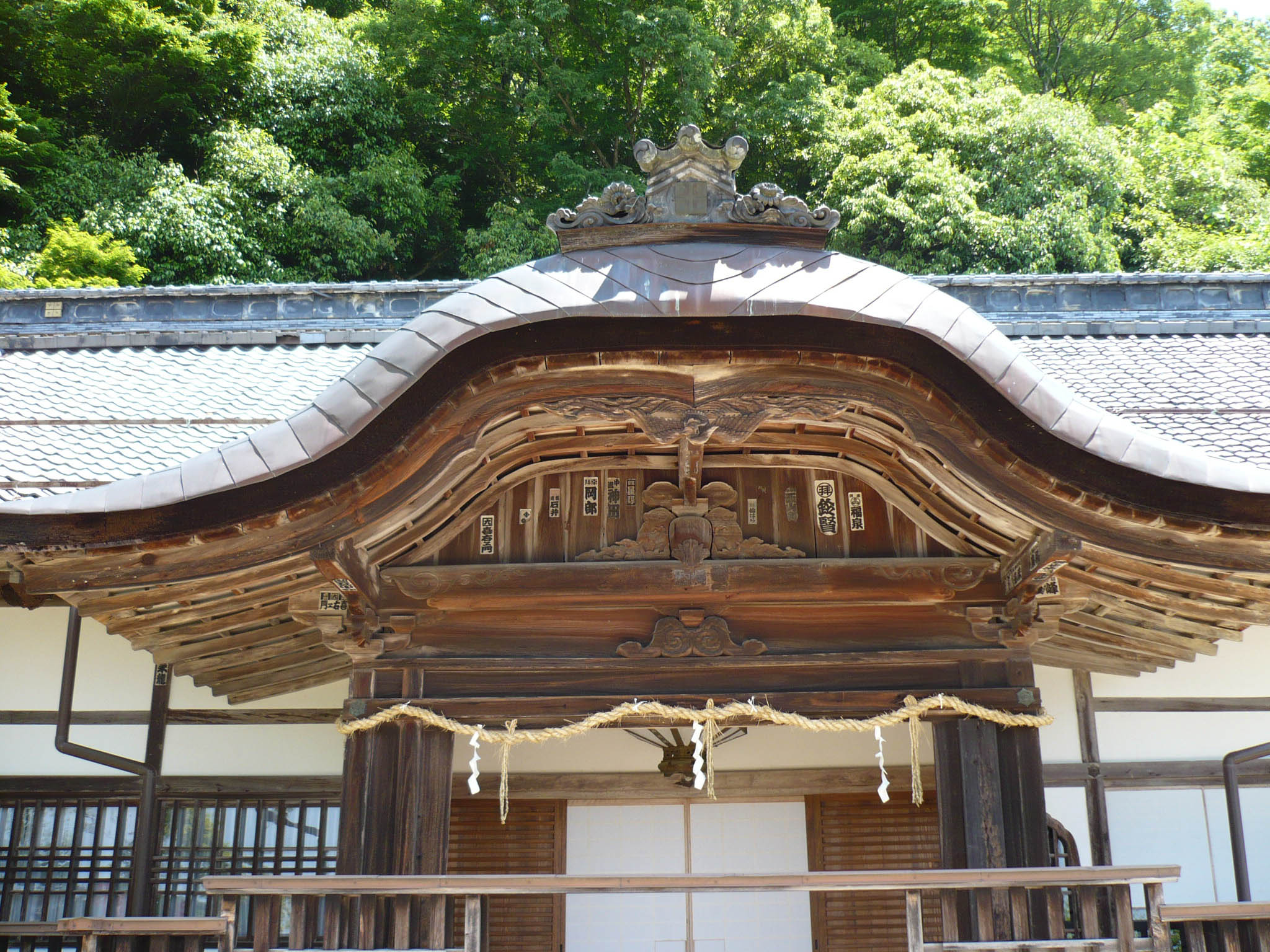